# Granica państwowa

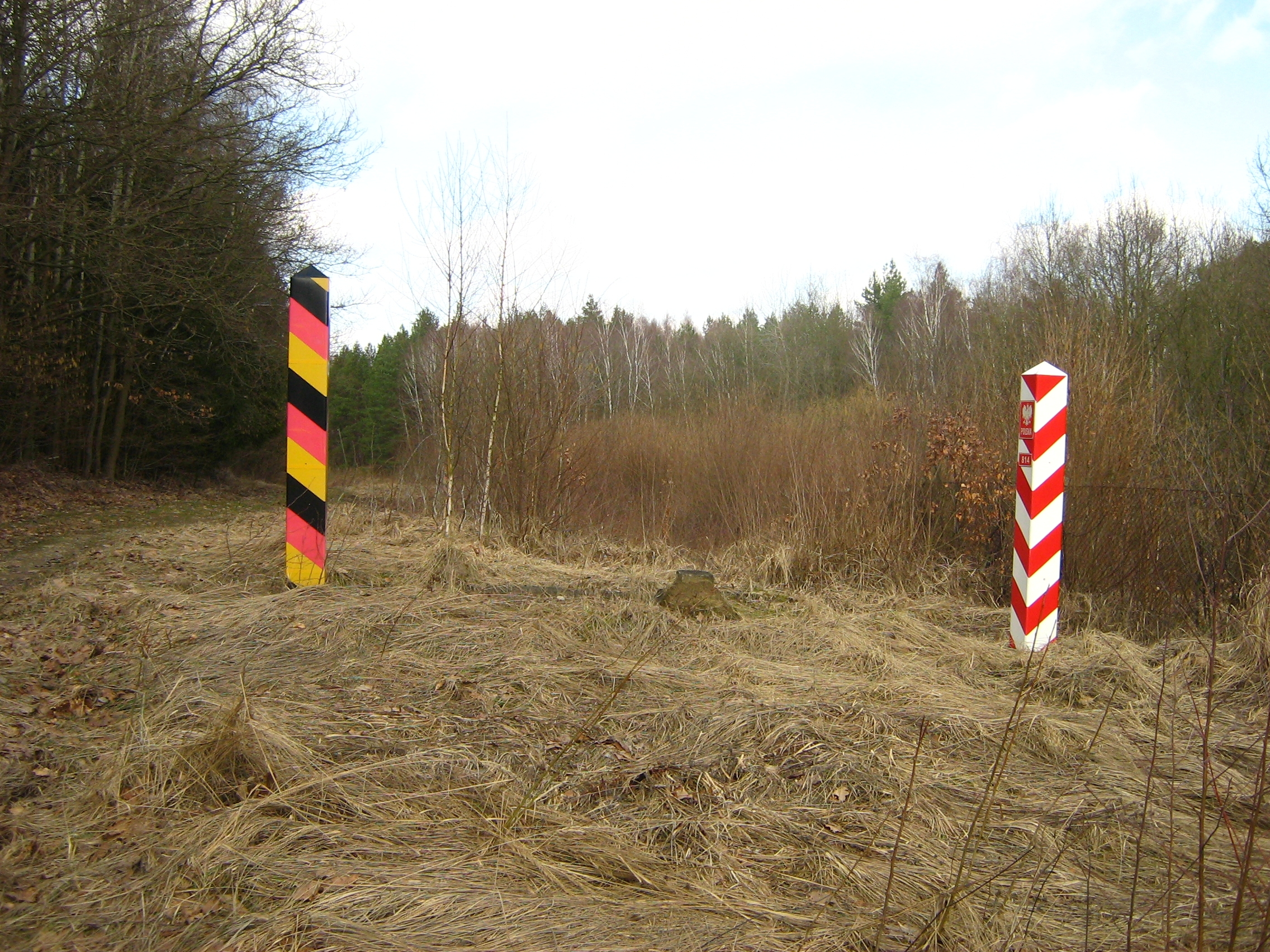
Granica państwowa polsko-niemiecka, znak graniczny nr 816 na Pomorzu

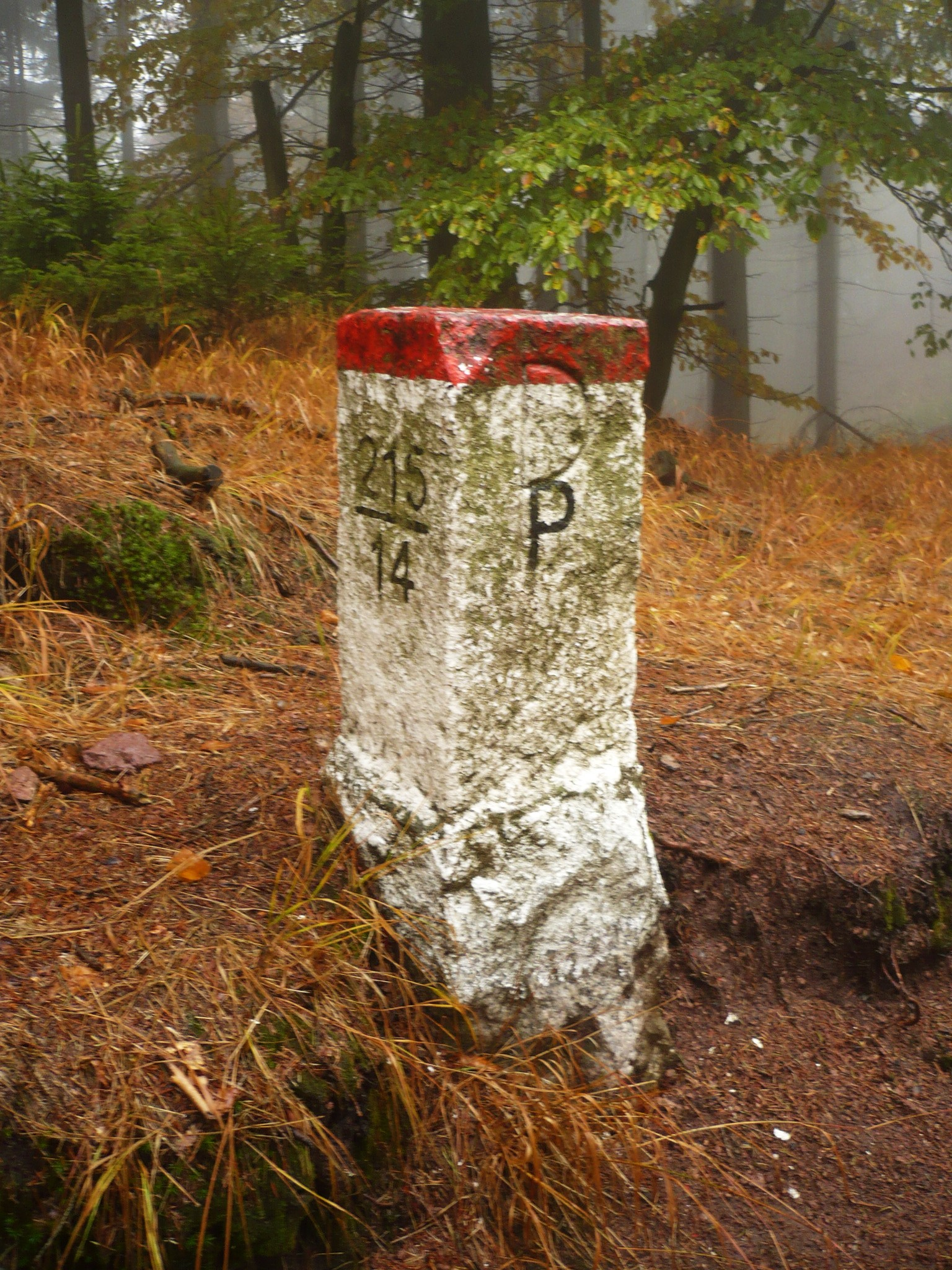
Słup graniczny: Czechosłowacja - Niemcy (D), obecnie Czechy - Polska (P)

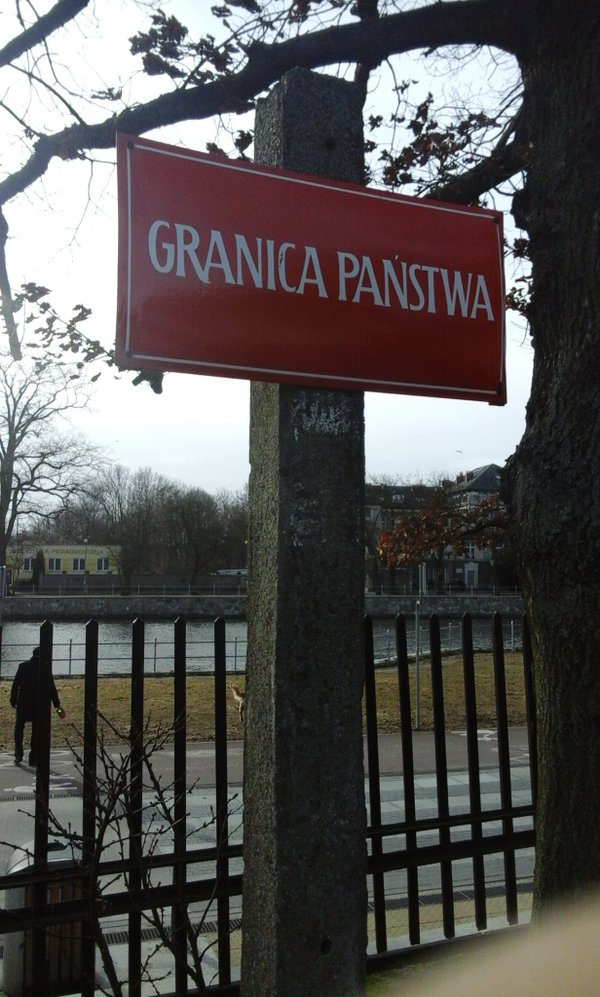
Tablica oznaczająca granicę państwa w Muzeum Oręża Polskiego w Kołobrzegu

Granica państwowa – powierzchnia pionowa przechodząca przez linię graniczną oddzielająca terytorium, podziemie i obszar powietrzny jednego państwa od innych państw lub obszarów niczyich. Do określania granic często używa się charakterystycznych elementów geograficznych, jak na przykład rzeki, łańcuchy górskie lub wybrzeża morskie. Oznaczana jest specjalnymi znakami. Stopień rozwinięcia granicy państwa określa współczynnik rozwinięcia granicy.

## Analiza
Rodzaje granic ze względu na ich genezę:
- antecedentne – wyznaczone przed ukształtowaniem osadnictwa i krajobrazu kulturowego na danym obszarze, np. granica między USA a Kanadą,
- subsekwentne – powstały w trakcie lub po zagospodarowaniu danego obszaru, np. większość granic w Europie,
- narzucone – nałożone w sposób sztuczny na istniejącą sieć osadniczą i krajobraz kulturowy, np. większość granic kolonialnych w Afryce, które utrzymały się do dziś, granice między RFN i NRD.

Kryteria wyznaczania granic:
- historyczne – terytorium powinno należeć do danego państwa, jeżeli kiedyś już do niego należało; problemem są częste zmiany granic oraz kwestia, który moment historyczny należy uznać za najważniejszy,
- etniczne – terytorium, na którym dominuje pewna narodowość powinno należeć do państwa, w którym naród ten dominuje (państwo narodowe); problemem jest przemieszanie narodowości w strefach pogranicza.

Granica może oddzielać również: regiony, województwa, miasta itp.

### Linia graniczna
Miejsce przecięcia granicy państwowej z powierzchnią ziemi zwane jest linią graniczną. W terenie przebieg linii granicznej wyznaczają znaki graniczne. Jeśli umowy nie stanowią inaczej, linia graniczna przebiega w następujący sposób:
- Na odcinkach lądowych i większych zbiornikach wodnych po linii prostej pomiędzy dwoma sąsiednimi znakami, także w przypadku przecięcia granicą cieków i zbiorników wodnych z jednego brzegu na drugi.
- Środkiem suchych rowów granicznych i dróg granicznych. W tym przypadku znaki graniczne umieszczane są na przemian po obu stronach granicy.
- Na rzekach, potokach itp. wzdłuż linii środkowej koryta. Jest to tzw. „granica ruchoma”, która dostosowuje się do naturalnych i sztucznych zmian położenia koryta, chyba że zmiana jest znaczna lub umawiające się strony stanowią inaczej. Linia środkowa to linia jednakowo oddalona od obu brzegów. W przypadku, gdy ciek graniczny się rozgałęzia, linia graniczna podąża ramieniem o większym przepływie.
- 12 mil morskich od brzegu morskiego przy najniższym stanie morza. Ewentualnie, przy silnie rozwiniętej linii brzegowej, 12 mil morskich od najdalej wysuniętych w morze punktów. Ta granica wyznacza morze terytorialne tego państwa.